# Histoire des concepts
 (janvier 2024).
La mise en forme du texte ne suit pas les recommandations de Wikipédia : il faut le « wikifier ».
Les points d'amélioration suivants sont les cas les plus fréquents. Le détail des points à revoir est peut-être précisé sur la page de discussion.
- Les titres sont pré-formatés par le logiciel. Ils ne sont ni en capitales, ni en gras.
- Le texte ne doit pas être écrit en capitales (les noms de famille non plus), ni en gras, ni en italique, ni en « petit »…
- Le gras n'est utilisé que pour surligner le titre de l'article dans l'introduction, une seule fois.
- L'italique est rarement utilisé : mots en langue étrangère, titres d'œuvres, noms de bateaux, etc.
- Les citations ne sont pas en italique mais en corps de texte normal. Elles sont entourées par des guillemets français : « et ».
- Les listes à puces sont à éviter, des paragraphes rédigés étant largement préférés. Les tableaux sont à réserver à la présentation de données structurées (résultats, etc.).
- Les appels de note de bas de page (petits chiffres en exposant, introduits par l'outil «  Source ») sont à placer entre la fin de phrase et le point final[comme ça].
- Les liens internes (vers d'autres articles de Wikipédia) sont à choisir avec parcimonie. Créez des liens vers des articles approfondissant le sujet. Les termes génériques sans rapport avec le sujet sont à éviter, ainsi que les répétitions de liens vers un même terme.
- Les liens externes sont à placer uniquement dans une section « Liens externes », à la fin de l'article. Ces liens sont à choisir avec parcimonie suivant les règles définies. Si un lien sert de source à l'article, son insertion dans le texte est à faire par les notes de bas de page.
- La présentation des références doit suivre les conventions bibliographiques. Il est recommandé d'utiliser les modèles {{Ouvrage}}, {{Chapitre}}, {{Article}}, {{Lien web}} et/ou {{Bibliographie}}. Le mode d'édition visuel peut mettre en forme automatiquement les références.
- Insérer une infobox (cadre d'informations à droite) n'est pas obligatoire pour parachever la mise en page.

Pour une aide détaillée, merci de consulter Aide:Wikification.
Si vous pensez que ces points ont été résolus, vous pouvez retirer ce bandeau et améliorer la mise en forme d'un autre article.
 (janvier 2024).
L’histoire des concepts est un courant historiographique qui donne son intérêt au contexte historique de signification des concepts liés au monde sociopolitique. Cependant, l’histoire des concepts ne les réduit pas à des simples considérations lexicologiques puisque ces concepts sont abordés à travers de nombreuses relations sémantiques et donc également, à travers des interactions sociales liées au langage.
Pour simplifier, l’histoire des concepts donne de l’importance aux usages d’une langue dans un cadre qui lui est propre et dans lequel des concepts se développent par le biais des auteurs, des acteurs et des orateurs propres à ce cadre.

## Origine et notion de l’histoire conceptuelle
L’histoire des concepts est un courant historiographique qui émerge à la fin des années 1960. Il se veut comme étant en rupture avec l’histoire des idées. C’est ainsi qu’il est associé au « tournant linguistique » et va principalement se développer dans le monde germanique et anglophone. Il a comme objectif « d'analyser l'évolution et les usages des concepts dans tous les domaines concernés par le matériel langagier ». Tout en essayant de savoir ce que veut dire agir dans les sociétés passées et présentes.
Ce qui veut dire que l’histoire des concepts a pour mission principale de faire comprendre aux historiens que le langage et la réalité historique sont indissociables. En effet, pour reconstruire le passé, il est fondamental de reconstruire le langage afin de rendre possible une expérience intelligible, ce qui n’est possible que si on connait les concepts. Par conséquent, l’histoire des concepts a comme principe que ce sont les concepts, et non les institutions ou encore les données sensorielles, qui sont la base de la connaissance. Il est donc nécessaire d’utiliser les concepts pour comprendre le passé tel qu’il était.

## Aperçu sur l’histoire des concepts
L’histoire des concepts comporte deux courant principaux, celui de l’histoire sémantique représenté par Reinhart Koselleck et celui de l’histoire du discours représenté par John Greville, Agard Pocock et Quentin Skinner.

### L’histoire sémantique de Reinhart Koselleck
L’histoire sémantique est le premier courant de l’histoire des concepts et se développe, en Allemagne, sous la direction de Reinhart Koselleck et de Begriffsgeschichte. C’est un courant qui se développe en lien avec des traditions allemandes de la philologie, de l’histoire de la philosophie et l’herméneutique, de l’histoire du droit et de l’historiographie,.
Reinhart Koselleck a développé une méthode spécifique constituant la sémantique de l’histoire des concepts par un travail sur la temporalisation des concepts qui est au centre de sa sémantique de l’histoire. La temporalisation concerne les concepts qui thématisent le temps mais également les concepts socio-politiques énonçant une volonté et la possibilité d’un changement tels que « progrès » et « émancipation », « concepts à venir » déterminant une valeur d’orientation du mouvement historique lorsque l’espace temporel entre le contenu d’expérience et l’horizon d’attente est le plus grand .
La conception du temps historique de Koselleck se déploie en effet à travers ce couple de concepts que forment le champ d’expérience et l’horizon d’attente. Par eux, Reinhart Koselleck tente d’énoncer le simple constat qu'« il n’y a pas d’histoire qui n’ai été constituée par les expériences vécues et les attentes des hommes agissants et souffrants ». Les notions d’expérience et d’attente servent ainsi à Koselleck pour thématiser le temps historique car elles lient le passé et le futur. De plus, elles sont capables de théoriser le temps historique à travers le domaine empirique de recherche puisqu’elles permettent d’orienter les actions concrètes dans la réalisation du mouvement social et politique. Ces deux catégories sont essentielles pour comprendre l’histoire sémantique dans sa globalité. Les concepts possèdent une expérience et une attente car ils détiennent une relation au langage qui leur est spécifique et qui influe sur chaque situation et évènement sur lesquelles ils réagissent.
Par conséquent, on se focalise sur une histoire pragmatique et culturelle des concepts tout en les liant avec leurs sources iconographiques.  De ce fait, les concepts ne sont pas abordés seulement dans leurs aspects discursifs mais également dans leurs dimensions corporelles et donc avec leurs poids émotionnels qui nous sont donné à partir des sources visuelles. Il n’est pas question d’établir une sémiologie du concept mais d’appréhender la vision des contemporains basée sur leur conscience collective grâce à la combinaison d’éléments verbaux et iconiques. L’histoire sémantique se concentre sur la question de la pertinence du choix du « format lexical ».

### L’histoire du discours «L’école de Cambridge»
Ce deuxième courant de l’histoire des concepts s’articule autour de John Greville, Agard Pocock et Quentin Skinner.  Dans ce cas-ci, l’histoire des concepts est centrée sur une histoire du discours basé sur un langage politique qui s’intéresse principalement aux grands textes.
Ce courant de l’histoire des concepts énonce que les auteurs vont au-delà d’une simple conceptualisation établie dans une situation spécifique, lorsqu’il écrit, il accapare ainsi le contexte par le biais de leur mouvement argumentatif à travers leurs actes de langages. Par conséquent, ils agissent et donc énoncent quelque chose au sens performatif du dire.
C’est à travers cela que Quentin Skinner se distingue de l’histoire des idées puisqu’il s’intéresse à l’histoire des concepts dans son contexte d’action linguistique  qui peut être définie comme : « le moment où le potentiel normatif des concepts est pris dans l’action politique ». C’est ainsi qu’on prend en compte l’aspect argumentatif des concepts comme étant des actes de langage. Quentin Skinner tente de comprendre le sens d’un texte à travers une reconstitution précise du contexte, à la fois celui du débat mais aussi celui des conventions linguistiques dans lesquelles gravite un texte.

### Approche supplémentaire
On peut citer les approches hollandaises et finlandaises sur l’histoire des concepts qui sont liées à des projets nationaux. En effet, dans le cas de la Hollande, il travaille sur la propagation du langage national, dans les Pays-Bas, sous le prisme des mouvements conceptuels. En Finlande, l'histoire conceptuelle est notamment représentée par le politiste Kari Palonen, ainsi que par la revue Redescriptions: Political Thought, Conceptual History and Feminist Theory, fondée en 1997.

## Apport de l’histoire des concepts
De manière globale, l’histoire des concepts, en termes d’historiographie, a permis un élargissement des manières de se questionner au sein de l’histoire sociale. A travers l’histoire des concepts mais également les notions de champ d’expérience et d’horizon d’attente de la période qu’on étudie, on arrive à déceler les fonctions politiques et sociales des concepts et leurs usages particuliers, ce qui nous permet d’obtenir une vision globale et temporelle du sujet étudié.  Reinhart Koselleck considère que l’histoire des concepts appartient à l’histoire sociale mais en étant comme une sous partie autonome en termes de méthodologie qui permet d’élargir les champs de l’histoire sociale.
En ce qui concerne l’histoire sémantique, elle a permis d’exposer la formation historique de l’identité sociale et nationale. De plus, elle permet d’étudier la formation de l’identité moderne par le biais de métaphysique des « sources du moi ». Ensuite, l’histoire des concepts s’adapte dans la recherche anthropologique puisqu’il est nécessaire d’aborder une approche conceptuelle de la rationalité du jugement pour s’interroger sur les fondements cognitifs et moraux de l’individuation pratique. Plus généralement, l’histoire des concepts permet de développer des projets de recherche nationaux. C’est ainsi que, dans le cas de la France, elle a permis d’apporter de nouveaux angles de recherche sur la question de la Révolution française mais aussi sur la question du souverain et de la souveraineté.